# Khadija El-Mardi
Khadija El-Mardi (sinh ngày 1 tháng 2 năm 1991) là một võ sĩ người Maroc. Cô đã tham gia cuộc thi hạng trung nữ tại Thế vận hội mùa hè 2016.